# Sam Roberts (hokeista)
Sam Roberts, właśc. Samuel Roberts (ur. 26 sierpnia 1984 w St. John’s, Nowa Fundlandia i Labrador) – kanadyjski hokeista.

## Kariera
- Cumberland Grads (2001-2002)
- Hull Olympiques (2002-2003)
- Gatineau Olympiques (2003-2005)
- St. Francis Xavier University (2005-2009)
- Gwinnett Gladiators (2009-2011)
  -  Lake Erie Monsters (2010)
  -  Syracuse Crunch (2010)
- Reading Royals (2011)
- EHC Lustenau (2011-2012)
- Belfast Giants (2012-2013)
- Arystan Temyrtau (2013-2014)
- Brûleurs de Loups de Grenoble (2014-2015)
- STS Sanok (2015-2016)

Od 2002 do 2005 przez trzy sezony grał w kanadyjskiej lidze juniorskiej QMJHL w ramach rozgrywek CHL – w barwach drużyn z miasta Gatineau. Następnie występował od 2005 do 2009 przez cztery sezony w zespole akademickim uczelni St. Francis Xavier University w rozgrywkach Canadian Interuniversity Sport (CIS). Od 2009 do 2011 grał głównie w amerykańskiej lidze ECHL oraz epizodycznie w ECHL. W 2011 wyjechał do Europy. Od tego czasu występował rok w drugiej lidze austriackiej, od lipca 2012 w brytyjskich rozgrywkach Elite Ice Hockey League w barwach północnoirlandzkiego klubu Belfast Giants, od 2013 w lidze kazachskiej w zespole Arystan Temyrtau, od 2014 we francuskich rozgrywkach Ligue Magnus w drużynie z Grenoble. Od września 2015 zawodnik klubu STS Sanok w rozgrywkach Polskiej Hokej Ligi.
Z reprezentacją Kanady uczestniczył w turnieju Zimowej Uniwersjady 2007 w Turynie.

## Sukcesy
Reprezentacyjne
- Złoty medal Zimowej Uniwersjady: 2007 z Kanadą

Klubowe
- Coupe du Président – mistrzostwo QMJHL: 2003 z Hull Olympiques, 2004 z Gatineau Olympiques
- Trophée Jean Rougeau: 2004 z Gatineau Olympiques
- Brązowy medal mistrzostw Kazachstanu: 2014 z Arystanem Temyrtau
- Pierwsze miejsce w sezonie zasadniczym Ligue Magnus: 2015 z Grenoble